# 84-й «А» истребительный авиационный полк (348 иап, 743 иап)
84-й «А» истребительный авиационный полк (84-й «А» иап) — воинская часть Военно-воздушных сил (ВВС) Вооружённых Сил РККА, принимавшая участие в боевых действиях Великой Отечественной войны.

## Наименования полка
За весь период своего существования полк несколько раз менял своё наименование:
- 84-й «А» истребительный авиационный полк
- 348-й истребительный авиационный полк
- 743-й истребительный авиационный полк
- 743-й истребительный авиационный полк ПВО
- 743-й истребительный авиационный полк
- Войсковая часть Полевая почта 15463

## Создание полка
84-й «А» истребительный авиационный полк начал формироваться в июле 1941 года в Закавказском военном округе на аэродроме г. Ереван как 84 «А» истребительный авиационный полк по штату 015/134 на самолётах И-153 методом деления 84-го иап на 2 части. В конце июля полк вошёл в состав 135-й смешанной авиадивизии ВВС ЗКВО
| И-15 бис | И-153 | И-16 |

## Переименование полка
84-й «А» истребительный авиационный полк 20 августа 1941 года был переименован в 348-й истребительный авиационный полк

## В действующей армии
В состав действующей армии не включался.

## Командиры полка
- капитан Плясов Сергей Харитонович[3], 27.07.1941 — 20.08.1941

## В составе соединений и объединений
| Период        | Фронт (округ)              | армия      | дивизия                             | примечание              |
| ------------- | -------------------------- | ---------- | ----------------------------------- | ----------------------- |
| 01.07.1941 г. | Закавказский военный округ | ВВС округа |                                     | Эребуни (Ереван), И-153 |
| 27.07.1941 г. | Закавказский военный округ | ВВС округа | 135-я смешанная авиационная дивизия | Эребуни (Ереван), И-153 |
| 20.08.1941 г. | Закавказский военный округ | ВВС округа | 135-я смешанная авиационная дивизия | И-153, переименован     |

## Участие в операциях и битвах
не принимал

## Самолёты на вооружении
| Период      | Самолёты |
| ----------- | -------- |
| 1941 — 1941 | И-153    |

## Базирование
| Период            | Аэродром                        |
| ----------------- | ------------------------------- |
| 07.1941 — 08.1941 | Эребуни (Ереван, Армянская ССР) |